# Historia lausiaca
La Historia Lausiaca (Λαυσαϊκή Ιστορία) es la obra más importante de Paladio de Galacia, escrita en 418-420 cuando era obispo de Helenópolis de Bitinia. Paladio era discípulo de Evagrio Póntico, que había escrito el Tratado práctico sobre el monje y dedicó esta obra al comitente Lauso, chambelán bizantino de Teodosio II, de donde procede su título.
En la Historia Lausiaca se relatan los primeros días del monacato cristiano en Egipto, tanto el anacorético como el pacomiano. No debe confundirse con la Historia Monachorum in Aegypto, escrito poco antes o con la presentación de los orígenes del monacato egipcio que se encuentra en la Vida de san Pablo el Ermitaño de san Jerónimo. 
El texto nos ha llegado en diferentes versiones. La versión corta, transmitida por una familia de manuscritos llamada "G" en la edición de referencia, sería la más cercana al texto original, hoy perdido. Esta versión fue traducida al latín en el siglo VI por Pascasio de Dume, un discípulo de Martín de Braga.
Otra familia de manuscritos en griego, llamada "revisión B" por Butler, presenta un texto más desarrollado, a menudo en un sentido retórico. Esta edición fue la que se conoció antes de la edición crítica de Butler, y se publicó en la Patrologia Graeca, 34, 995-1260, según Fronton du Duc en el siglo XVII, que hoy se atribuye a Heráclido de Nissa.
Entre otras versiones, hay una larga con fragmentos en griego, y una versión, también fragmentada, en copto, utilizada durante el período de Cuaresma en los monasterios coptos.
Entre otros textos, Paladio escribe que la regla de Pacomio le sería dictada por un ángel en copto para que dejara su vida en solitario y se convirtiera en padre de otros monjes.
En el capítulo 33 se desarrollan las pruebas que han de tener los monjes, por la que se establece que el que entra en un monasterio, y no pueda superar los ejercicios por tres años, no debe ser admitido, pero si en este período se le notara obras de la mayor dificultad y desempeño, se le debe abrir camino.